# 実験用航空機

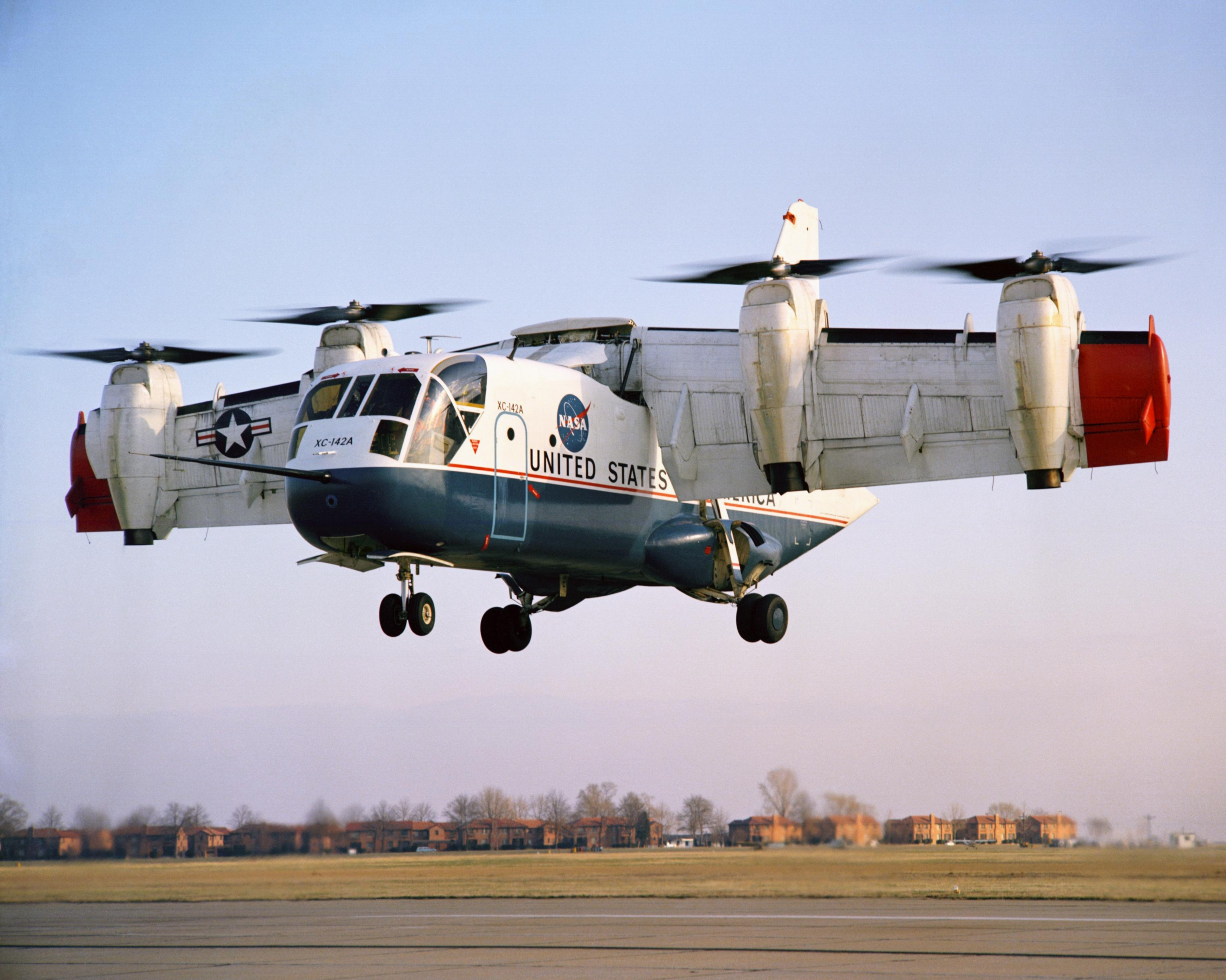
LTV XC-142実験用V/STOL航空機

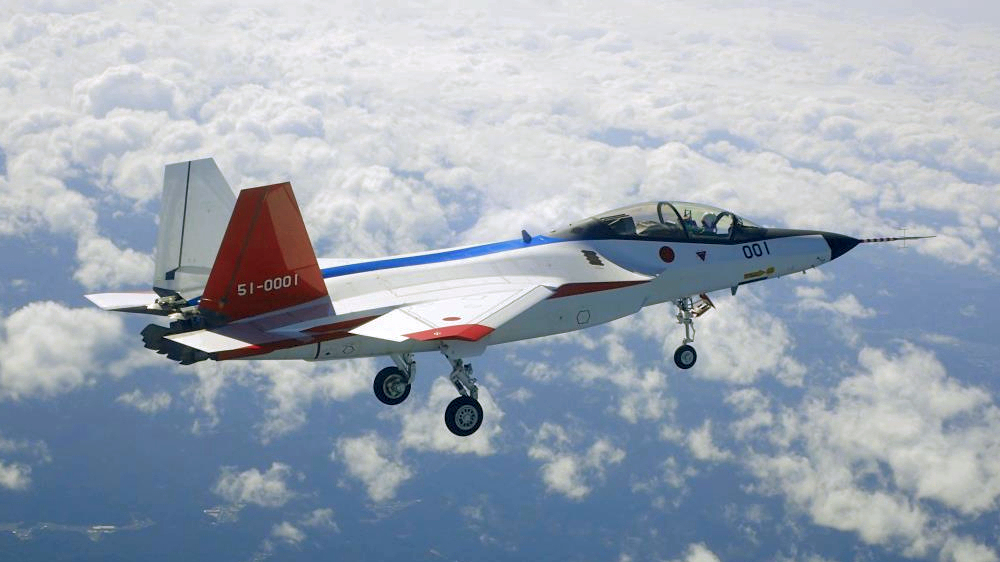
X-2の初飛行

実験用航空機（じっけんようこうくうき）または実験機（じっけんき）とは、飛行あるいは航空宇宙技術を実証するために飛行する航空機のことである。多くの場合、「実験用航空機」という括りはあまり厳密なものではない。
「実験用航空機」という用語は、通常、実験区分の耐空証明を持って飛行する航空機を指すために使用される。アメリカでは、これにはほとんどのホームビルド機も含まれるが、それらの多くは従来の設計に基づいており、運用上の一定の制限があるため、名目上は実験用航空機に分類されている。対照的に「研究用航空機」または「テストベッド」（飛行試験機）という用語は、一般的には調査船のように、気象研究や地球物理調査などの科学的研究を行うために改造された航空機を指す。

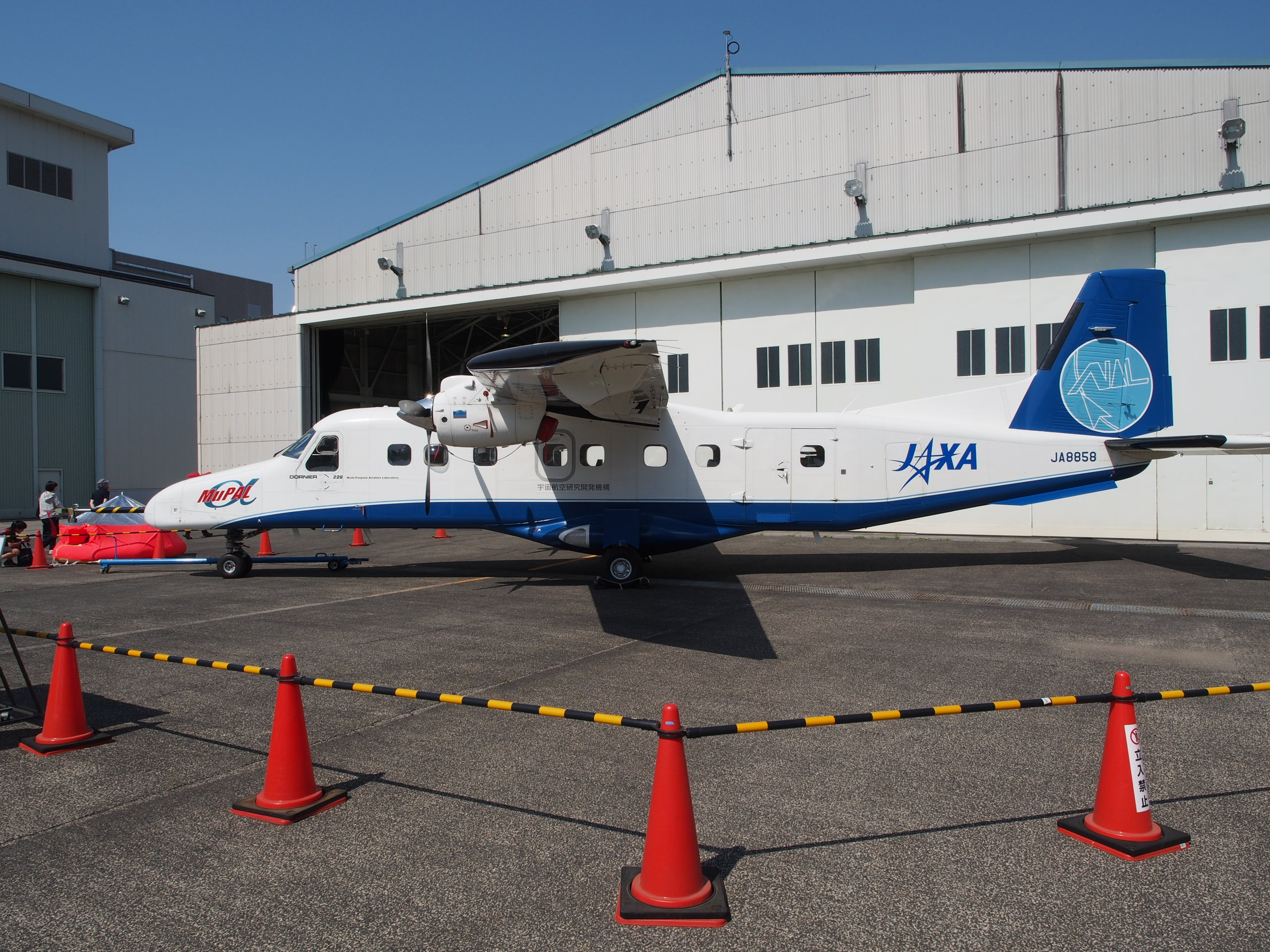
JAXAのMuPAL-α

宇宙航空研究開発機構（JAXA）ではドルニエ 228-200を改造した「MuPAL-α」（JA8858）、セスナ680 サイテーションを改造した「飛翔」（JA68CE）、BK117を改造したヘリコプター（JA21RH）の合計3機を保有している。これら3機を用いて様々な高度や速度で飛行実証を行っている。